# ニコラ・ド・コンドルセ
コンドルセ侯爵マリー・ジャン・アントワーヌ・ニコラ・ド・カリタ（Marie Jean Antoine Nicolas de Caritat, marquis de Condorcet, 1743年9月17日 - 1794年3月29日）は、18世紀フランスの数学者、哲学者、政治家。社会学の創設者の一人と目されている。現在のエーヌ県リブモン生まれ、パリ近郊のブール＝ラ＝レーヌ没。
ドーフィネのコンドルセ侯爵領の領主であることから、日本では「コンドルセ」と略称されている。陪審定理や投票の逆理（コンドルセのパラドクス）など近代民主主義の原理を数学を用いて考察したことで知られる。

## 来歴
1758年、パリのコレージュ・ド・ナヴァールに入学、数学の才能を認められ、パリのコレージュ・マザランで数学を学んだ。1765年に「積分論」を刊行し、1769年にフランス王立科学アカデミーの会員に推挙された。啓蒙思想家たちと親交を深め、百科全書に独占的買占などの経済学の論稿を掲載した。1770年代には解析を中心とする数学の理論研究の傍ら、1774年から1776年（ルイ16世統治初期）にかけて財務総監ジャック・テュルゴーの片腕として政治改革に関わる。

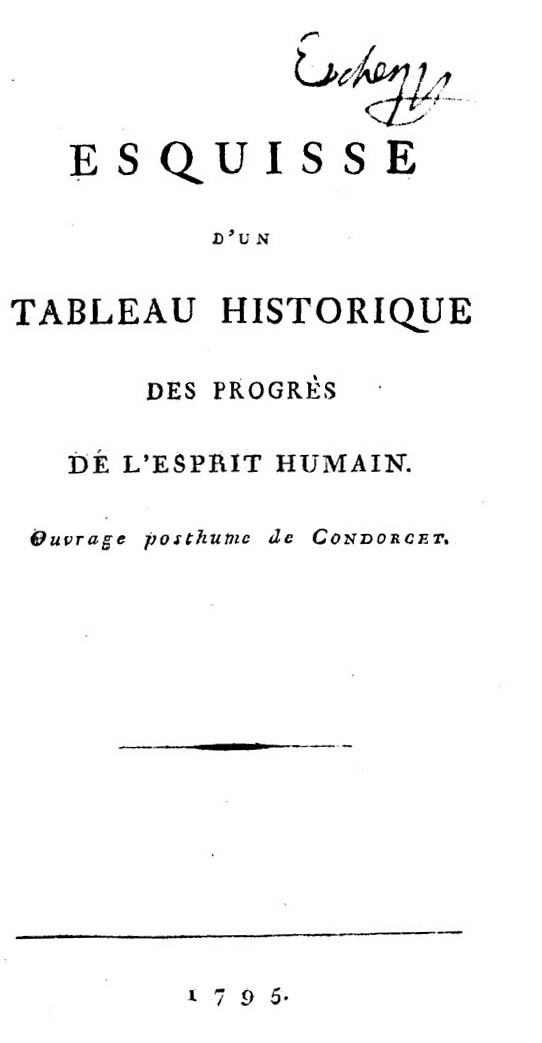
Esquisse d'un tableau historique des progres de l'esprit humain, 1795

テュルゴーの改革は挫折に終わったが、政治と科学双方を射程に入れたコンドルセの思想はその後進展し、1780年代に「道徳政治科学の数学化」もしくは「社会数学」という学問プロジェクトに着手することとなる。道徳政治科学とは、当時まだ明確な学問的輪郭を与えられていなかった経済学の源流の一つであり、啓蒙の知識人達に共有されていた問題関心であるばかりか数学者達の関心をも集めていた。そこでコンドルセは、当時数学者ピエール＝シモン・ラプラスらによって理論的な整備の進みつつあった確率論を社会現象に適用し、合理的な意思決定の指針を与えるような社会科学を目指したのである。1785年に出版された「多数決の確率に対する解析の応用試論」はその一環であった。この著作で彼はルソーの直接民主制を否定し、唯一の社会的義務とは、一般の「意志」に従うことではなく一般の「理性」に従うことだと論じて間接選挙制を支持している。その結論を導くにあたっての理論的準備として確率に関する哲学的な議論も行い、信念の根拠としての確率という今日でいえば確率の主観説に近い立場を提示した。また、後に社会選択理論で「コンドルセのパラドクス」もしくは投票の逆理と呼ばれるものを一般化して提示した。
しかし、フランス革命の混乱による中断等で社会数学の試みは未完成に終わり、20世紀初頭までその内容と射程が正確に見直されることは少なかったと言えるだろう。その一因には19世紀を通じて大きな影響をふるった実証主義の祖であるオーギュスト・コントのコンドルセ評価が後世に与えた影響がある。「社会学」の創始者であるコントは、自らの「精神的父」としてコンドルセを挙げ、コンドルセの政治思想や歴史観を再解釈して評価した。だが、社会現象の記述に数学を適用することを全く認めなかったのである。数学者からの低い評価も同様に影響した。唯一まとまった形で出版された1785年の「多数決の確率に対する解析の応用試論」が複雑な解析計算を展開する割にはごく一般的な結論しか導けていないことが批判の的となり、20世紀初頭、カール・ピアソンにより再評価されるまで忘れ去られることになったのである。
今日定着しているコンドルセのイメージは革命期以降の社会的・政治活動に由来するものが多い。彼は人類愛と資本寡占への批判をも含む人道的汎人文主義者として1788年に「黒人友の会」出稿。1789年のフランス革命ではパリ・コミューン役員となり、1790年にはアベ・シェイエスらと1789年協会を設立、ヴァレンヌ事件以降、共和主義者の論客となり、1791年9月立法議会にパリから選出され、公共教育委員会議長となっている。1792年9月国民公会議員となり、議長を経て、憲法委員会に入り1793年2月にジロンド憲法草案を議会に上程。同年のパリコミューンの事件でジロンド派は没落。6月14日山岳派憲法が可決。恐怖政治に反対したため7月8日逮捕令状が発せられ、現在のパリ6区セルヴァンドニ通りにあるヴェルネ夫人宅の9月間の隠遁生活中のとき「人間精神進歩の歴史」を執筆。該著作は、オーギュスト・コント社会学の基礎となる小論で、人間の精神は、天文学と、占星学、純粋数学、神学といった人間の精神と社会活動から離れている学的領域から、やがて、文学、経済学、論理学、社会科学といった人間の行動と生活を論理的に究明する人文科学へ発展してきており、進化の過程において、心理学と社会科学がようやく生まれてきたその精神史と社会科学の重要性を論じ、オーギュスト・コントの理論の礎を「人類の精神の進歩」の最も大切な学的領域として捉えている。その後、令状通りに逮捕され獄中で自殺。51歳だった。
妻はアダム・スミスやトマス・ペインの主要著書を最初に本格的にフランス語翻訳したことで知られるソフィー・ド・グルシー。ナポレオン戦争で活躍したナポレオンの腹心エマニュエル・ド・グルーシー元帥の2歳上の姉としても知られる。聡明な彼女の存在は女性参政権などコンドルセのフェミニズム思想に少なからぬ影響を与えたと言われている。

## 日本語訳された著作
- 『革命議会における教育計画』 渡辺誠訳 岩波文庫 1949年、復刊1992年
- 『人間精神進歩の歴史』 前川貞次郎訳 創元社（史学叢書） 1949年、のち創元文庫。角川文庫 1966年
- 『人間精神進歩史』全2冊 渡辺誠訳 岩波文庫 1951年、復刊2013年
- 『公教育の原理』 松島鈞訳 明治図書出版（世界教育学選集） 1962年
- 『フランス革命期の公教育論』 阪上孝訳、岩波文庫 2002年。ISBN 9784003370117

コンドルセの上記新訳の他に、ロム、ルペルチエ、ドーヌー、ラカナル、ブーキエら革命家の教育論考